# Звіробій крилатий
Звіробій крилатий, звіробій чотирикрилий (Hypericum tetrapterum) — вид трав'янистих рослин з родини звіробійних (Hypericaceae), поширений у Європі крім сходу, Північній Африці й на південний схід до Кавказу й Ірану.

## Опис
Багаторічна трав'яниста рослина 20–50 см заввишки. Грані стебла крилаті. Листки овальні, з численними, що просвічуються точковими залозками. Чашолистки ланцетні, гострі, з рідкісними чорними точковими залозками або без них; пелюстки блідо-жовті, 7–9 мм завдовжки.

## Поширення
Поширений у Європі крім сходу, Північній Африці й на південний схід до Кавказу й Ірану; натуралізований у Новій Зеландії.
В Україні вид зростає на вологих луках, берегах річок і озер — в Закарпатті, Прикарпатті, Розточчі-Опіллі, Поліссі, Донецькому лісостепу (околиці Сніжного, на пагорбі Савур-Могила), в Степу, дуже рідко (Херсонська обл., Голопристанський р-н, с. Збур'ївка; Одеса).

## Галерея

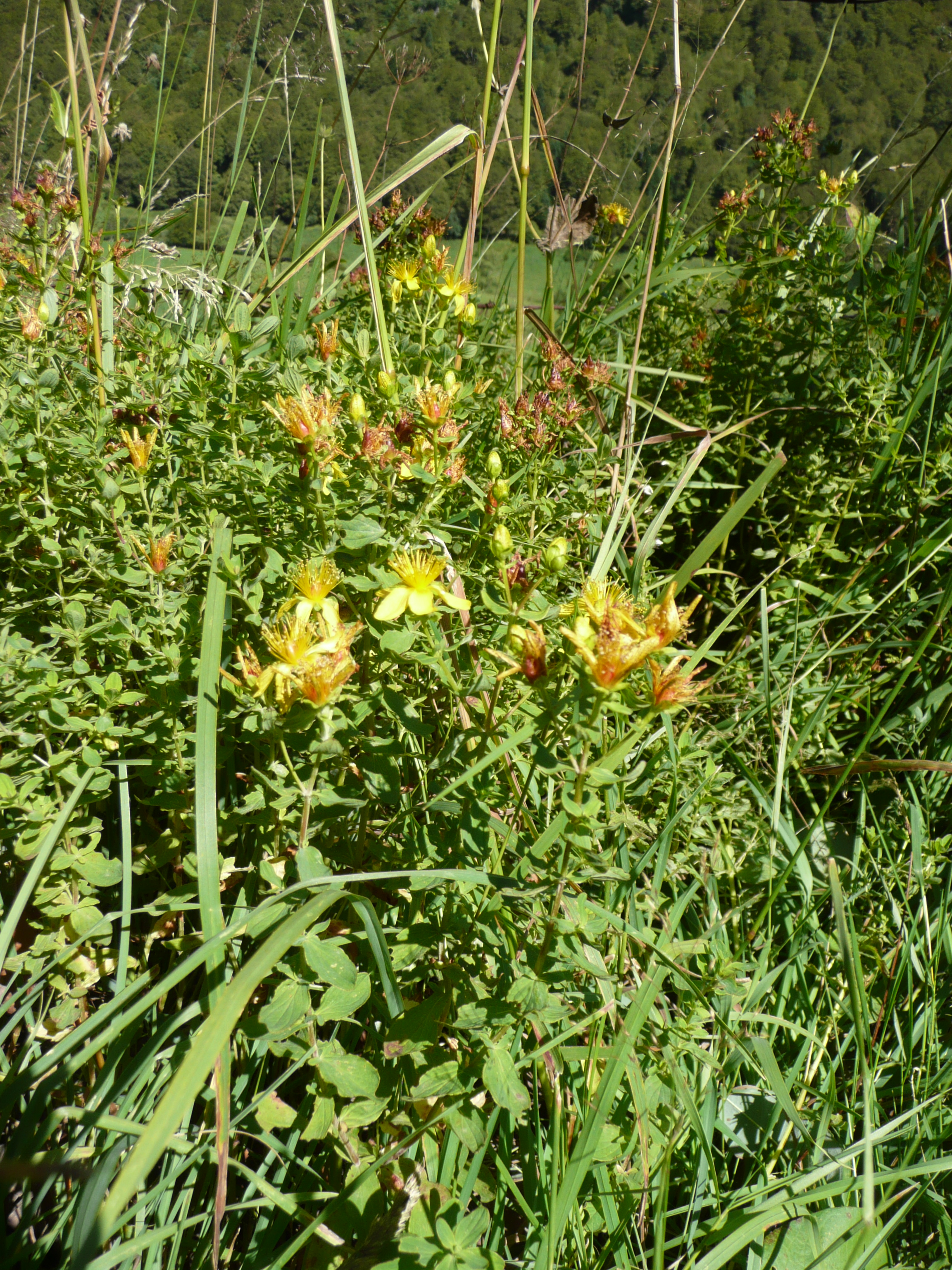
рослина
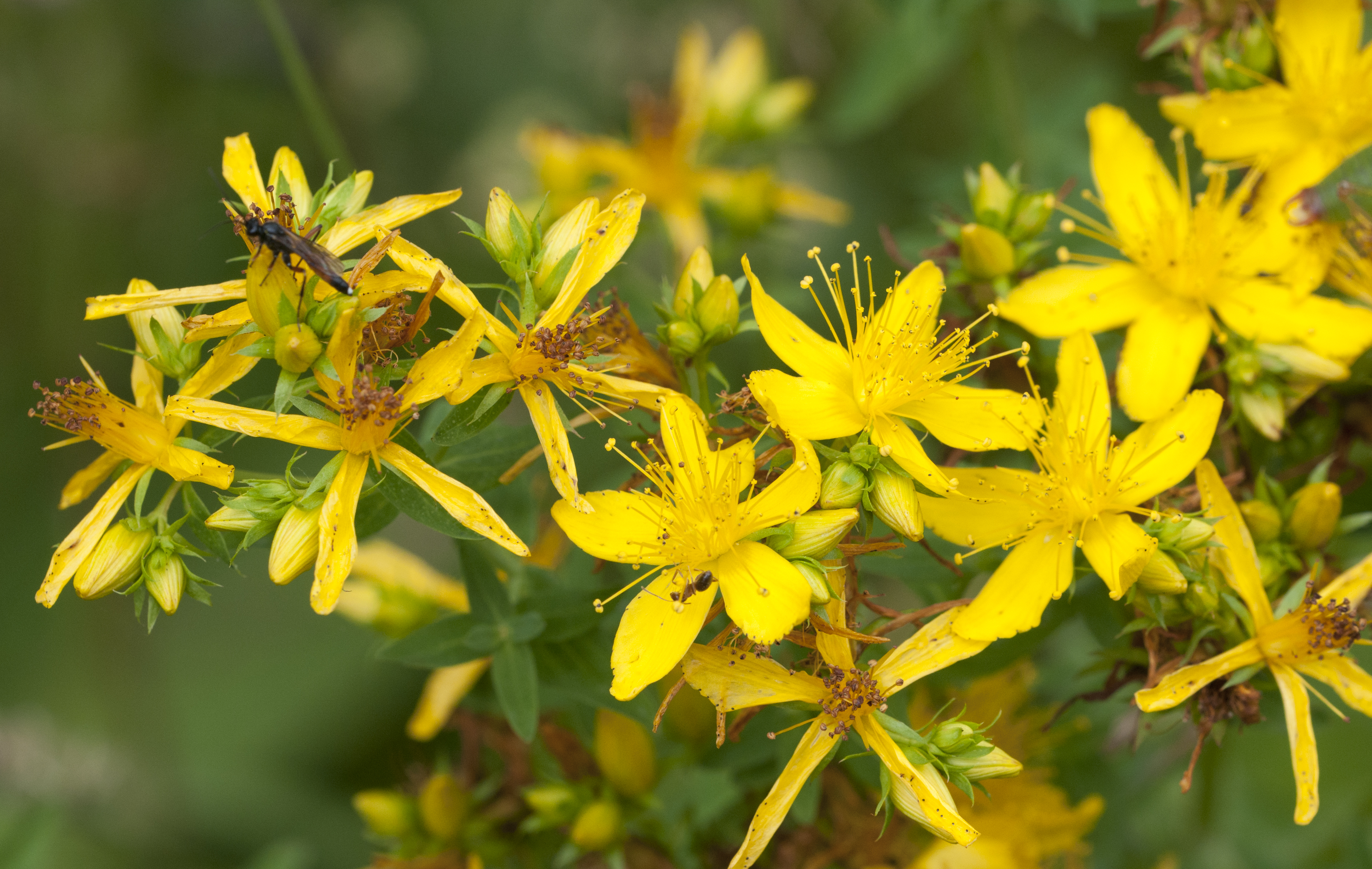
квіти
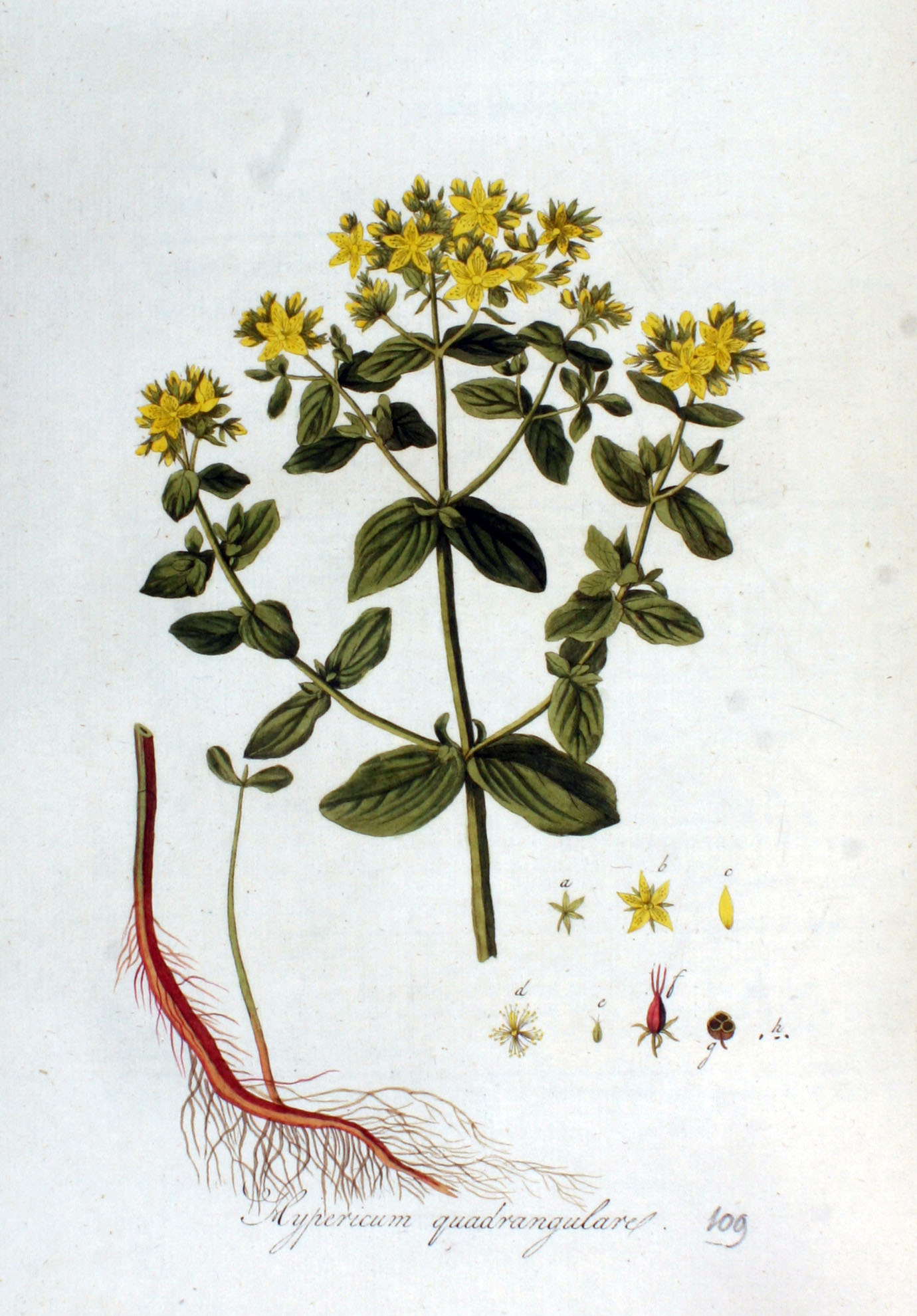
ілюстрація